# タッシリ・ナジェール

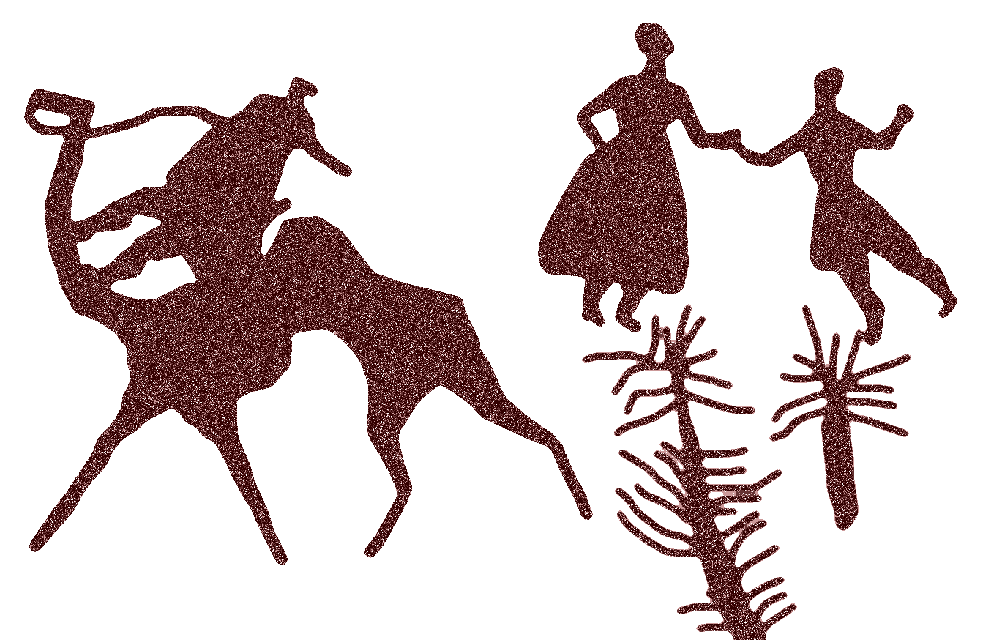
タッシリの岩絵（模写）

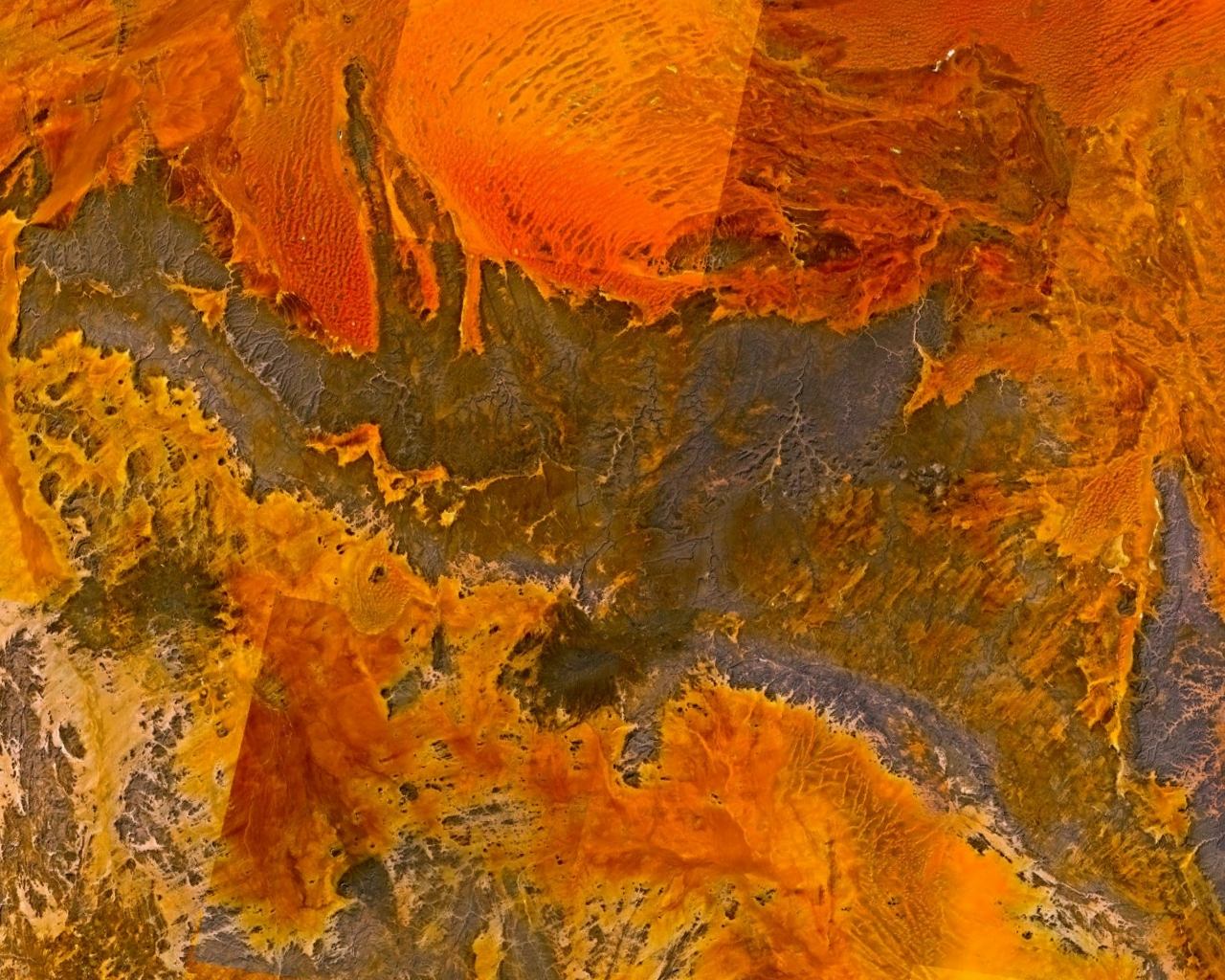
タッシリ・ナジェールの衛星写真

タッシリ・ナジェール（ベルベル語: Tasili n Ajjer）は、アルジェリア南東部、サハラ砂漠にある台地状の山脈。およそ500kmにわたり拡がっており、最高点は標高2158mの Adrar Afao（北緯25度10分、東経8度11分）である。最も近い町は山脈の南西約10kmにあるジャーネットである。
台地を侵食した渓谷にはイトスギが点在し、考古学的な景観も含んでいることから、「タッシリ・ナジェール国立公園」として国立公園、生物圏保護区、ラムサール条約登録地に指定されており、ユネスコの世界遺産にも登録されている。

## 地学
山脈はほとんどが砂岩で形成されている。この地域の浸食作用が、他の目を惹く景観ともども形成されている300の自然石のアーチを生み出した。また、淡水の湧水、湿地や地下のカルスト水系も分布している。

## 生態系
水を含む砂岩の性質や標高のおかげで、周囲の砂漠に比べると植物が生育しやすい。山脈の東半分の高地には、絶滅危惧種のサハラ特有の糸杉類（サバクヒバ）、オリーブの亜種のOlea europaea subsp. laperrinei、Myrtus nivellei、Lupinus pilosus、Convolvulus fatmensis、ガマ属、イグサ属、ヨシ属、シャジクモ属、フサモ属、ヒルムシロ属、Pseuderucaria clavata、アラビアゴムモドキなどの群生地も点在する。動物はバーバリーシープ、ドルカスガゼル、トカゲ、ヘビおよび4種類の魚類が生息している。
タッシリ・ナジェールの生態系は、 この地域が含まれるエコリージョンである西サハラ山岳乾燥樹林において、より詳しく述べられている。「タッシリ・ナジェール」は、トゥアレグ語で「河川の台地」「水流の多い大地」を意味しており、かつてはもっと湿潤な気候だった時期（新石器時代多雨期）があったことを示している（サハラポンプ説）。

## 先史的な芸術
山脈はまた、先史的な岩絵群や他の考古学的景観で知られている。それらは、一帯が砂漠でなくサバンナに恵まれ湿潤だった新石器時代に遡るものである。岩絵には、牛の群れ、ワニなどの大型生物、狩猟や舞踏といった人々の活動などを活写している。
その様式は『ングニ族以前の南アフリカ美術』 (pre-Nguni art) や、西暦1200年以前にサン族によって描かれた洞窟壁画などとも類似性を持つものがある。

## 登録基準
この世界遺産は世界遺産登録基準のうち、以下の条件を満たし、登録された（以下の基準は世界遺産センター公表の登録基準からの翻訳、引用である）。
- (1) 人類の創造的才能を表現する傑作。
- (3) 現存するまたは消滅した文化的伝統または文明の、唯一のまたは少なくとも稀な証拠。
- (7) ひときわすぐれた自然美及び美的な重要性をもつ最高の自然現象または地域を含むもの。
- (8) 地球の歴史上の主要な段階を示す顕著な見本であるもの。これには生物の記録、地形の発達における重要な地学的進行過程、重要な地形的特性、自然地理的特性などが含まれる。